# Waroona
Waroona – miasto w Australii, w stanie Australia Zachodnia.